# Tone Ferenc
Tone Ferenc, slovenski zgodovinar, * 6. december 1927, Veržej, † 25. oktober 2003, Ljubljana.
Ferenc je bil eden najbolj plodovitih slovenskih zgodovinarjev, ki so preučevali obdobje druge svetovne vojne.
Prejel je dve nagradi Zveze borcev in nagrado Kidričevega sklada. Diplomiral je l. 1956 na Oddelku za zgodovino Filozofske fakultete v Ljubljani, promoviral l. 1965 na Univerzi v Beogradu z disertacijo Nacistična raznarodovalna politika v Sloveniji v letih 1941–1945. Ves čas je bil zaposlen na Inštitutu za zgodovino delavskega gibanja (zdaj Inštitut za novejšo zgodovino), razen v letih 1956–59 in 1965–68, in sicer kot arhivist in raziskovalec. V letih 1961–64 je bil vodja raziskovalnega oddelka, v letih 1968–75 vodja arhiva na omenjenem inštitutu in v le tih 1971–75 ravnatelj inštituta. Večina njegovega raziskovalnega dela obravnava zgodovino slovenskega etničnega ozemlja v času 1941–45. 
Ukvarjal se je z zgodovino okupacije in narodnoosvobodilnega boja na Slovenskem, zlasti s problematiko okupacijskih sistemov od okupacije, aneksionizma, raznarodovanja, izkoriščanja gmotnih sil in nasilja do odporništva. Proučeval je življenje pod okupacijo, problematiko kolaboracije, delovanje partizanskih političnih in vojaških organov in enot. Po odprtju arhivov in liberalizaciji politike je preučeval je tudi državljansko vojno v Ljubljanski pokrajini. Od leta 1981 do 1996 je kot redni profesor predaval zgodovino druge svetovne vojne in NOB v Jugoslaviji. Po upokojitvi leta 1997 je delal kot zunanji sodelavec omenjenega inštituta, z Oddelkom za zgodovino pa je sodeloval kot mentor pri podiplomskem študiju in pripravi disertacij. 
Sam ali v soavtorstvu je objavil 37 monografij in znanstvenih objav virov. Poleg problemskih monografij je napisal več kot 700 razprav in člankov v domačih in tujih publikacijah. Bogato je tudi njegovo muzejsko in arhivistično delo. Izkazal se je kot pisec scenarijev za šolske in televizijske dokumentarne filme, kot pisec katalogov in avtor razstav. Z izdajami dokumentov o nacistični in fašistični raznarodovalni politiki v Sloveniji v izvirnem jeziku ter znanstvenokritičnim aparatom v nemščini, italijanščini in angleščini je omogočil tudi tujim zgodovinarjem, da neposredno prek virov raziskujejo obravnavano temo. 
Bil je predsednik Zgodovinskega društva za Slovenijo, več let podpredsednik v Arhivskem društvu Slovenije, predsednik jugoslovanskega komiteja in član biroja mednarodnega komiteja za zgodovino 2. svetovne vojne. Za svoje znanstveno delo je prejel vrsto nagrad in priznanj ter državnih odlikovanj, med njimi Srebrni častni znak svobode RS. Stanovski organizaciji Zgodovinsko društvo Ljubljana in Zveza zgodovinskih društev sta ga razglasili za častnega člana.
Njegov sin Mitja je šel po očetovih stopinjah in postal zgodovinar in profesor na Filozofski fakulteti V Ljubljani.